# Juan Manén
Juan Manén Planas (en catalán, Joan Manén i Planas), (Barcelona, 14 de marzo de 1883-26 de junio de 1971) fue virtuoso del violín y compositor de una extensa obra. 

## Biografía
A la edad de tres años emprendió estudios de solfeo y piano con su padre, un comerciante aficionado a la música, para continuarlos con Clemente Ibarguren, que había sido discípulo de Delphin Alard, y con Frederic Balart, entonces director del Conservatorio Superior de Música de Barcelona. A raíz de los estudios con Ibarguren, ofreció sus primeros recitales públicos en diversas ciudades españolas. A los siete años, habiendo ofrecido ya un exitoso concierto público de violín, instrumento del cual llegaría a ser considerado gran virtuoso, era considerado un niño prodigio.
En 1892, con nueve años, realizó una gira como concertista por Latinoamérica. El año siguiente dirigió por primera vez un concierto sinfónico en Argentina. A partir de 1898 empezó a dar recitales por toda Europa y realizó dúos musicales con artistas de la talla de Enrique Granados, Camille Saint-Saëns, Pau Casals, Antonín Dvořák, Joaquín Nin, Frederic Longàs, Alexandre Vilalta, Pura Lago o Pilar Bayona. Junto a Pablo de Sarasate, Manén fue el único violinista español de la época que consiguió interpretar todas las obras de Paganini, incluso las consideradas "inejecutables" por muchos violinistas. 

Igualmente llamó mucho la atención como compositor, no sólo en España, sino que seguramente en mayor medida aún en Alemania, país en el que residió en varias ocasiones por periodos prolongados, donde era comparado a Richard Strauss. Su música fue reconocida rápidamente y sus óperas representadas con asiduidad en teatros importantes del país. A sus veintiún años fue aclamado como uno de los más destacados instrumentalistas del momento, logrando una fama imparable en toda Europa. El prestigioso compositor y organista Alex Winterberger escribió en el diario Leipziger Nueste Nachrichten, tras haber asistido a un concierto de violín de Manén: 
La suavidad de su sonido, de una belleza y una densidad casi insólitas, hace que uno se entregue cautivado a su personalidad y a la peculiar ejecución del instrumento; y la escuche con delectación, seducido por la sonoridad y la exclusividad de su timbre, de la más alta claridad y pureza, y por la magia de su virtuosismo.
La carrera de Manén, intuitivo y autodidacta, como virtuoso del violín y como compositor fue sorprendente: los más aclamados directores de orquesta (Felix Weingartner, Willem Mengelberg, Bruno Walter, Clemens Krauss, Fritz Reiner o Ernst von Schuch), entre otros, lo dirigieron en sus actuaciones o estrenaron algunas de sus obras. En numerosas ocasiones él mismo ejerció de director de orquesta. 

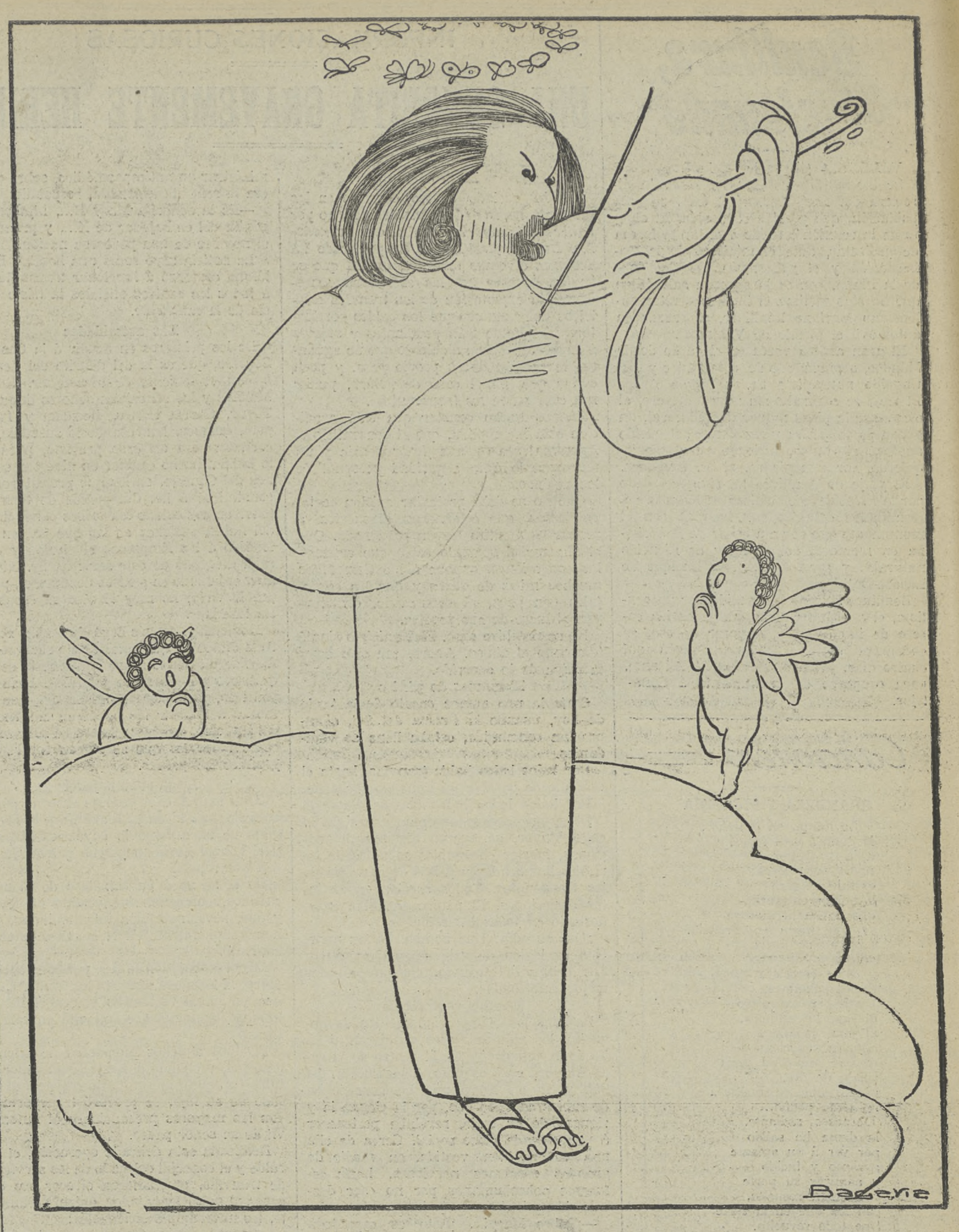
Caricaturizado por Bagaría (1912)

Manén difundió con sus interpretaciones una gran parte de las obras de Niccolò Paganini, incluidas las consideradas "inejecutables" por numerosos violinistas; y, tras Pablo de Sarasate, fue el único de entre los violinistas españoles que logró fama internacional y contratos con las principales salas de conciertos de la época. Ofreció más de cuatro mil conciertos a lo largo de su carrera como instrumentista, carrera que finalizó a sus setenta y seis años en 1959. No obstante, prosiguió su actividad como compositor. 
En 1930 fundó y presidió la Sociedad Filarmónica de Barcelona, entidad influyente en el ambiente musical barcelonés que programó diversos conciertos. Su carácter fuerte y exigente junto con su actitud indolente frente al franquismo hicieron de él una persona a la vez querida y odiada por la sociedad el momento; las imposiciones de la dictadura lo llevaron a sustituir el catalán, que empleó a lo largo de toda su vida, por el castellano y a acercarse tímidamente al régimen franquista para así mantener su actividad artística en todo el país. 
Entre los instrumentos que Manén poseía se encontraba un Guarneri construido en 1702 y que perteneció a Felix Mendelssohn.
Murió en 1971 y fue enterrado en el Cementerio de Montjuic de Barcelona.

## Obra musical
Su producción incluye cinco óperas, dos ballets, dos sinfonías, diversos poemas sinfónicos, conciertos para violín, piano, violonchelo y oboe, música de cámara, obras corales, canciones, sardanas y numerosas transcripciones; muchas de ellas han sido interpretadas en diversos países europeos y americanos. La obra de Manén es posromántica, empapada de lirismo, con un fuerte sustrato nacionalista, tanto catalán como español, y una importante influencia germánica en el desarrollo de la forma. 
Las óperas Giovanna di Napoli (1903) y Nerón y Acté (1902) fueron estrenadas en el Liceo. En Fráncfort estrenó la obra escénica Der Fackeltanz (1909, versión alemana de Giovanna di Napoli). En el terreno de la música de cámara destacan la composición para flauta y piano Belvedere (1949); el Quinteto con piano Lui et elle; y el Cuarteto con piano Mobilis in mobili, basada en la novela Veinte mil leguas de viaje submarino del escritor Julio Verne. 

En el campo de la sardana, su nombra destaca casi exclusivamente por dos composiciones: El cavaller enamorat y Camprodon, obras que has sido de una incidencia extraordinaria; otras sardanas relevantes del compositor son: Manresana, L'alegre companyia, Esperançant, Cap a Núria falta gent, Joia d'infants, Pàtria, Sardana trágica, Gironina, Figuerenca y Esperançant. En palabras de Oriol Martorell: 
Las Sardanas de Joan Manén respiran nobleza de sentimientos, una equilibrada estructura formal y un gusto casi sensual por las combinaciones tímbricas y colorísticas
Son notables sus transcripciones de obra de Johann Sebastian Bach, Ludwig van Beethoven, Robert Schumann, Giuseppe Tartini y Niccolò Paganini. También compuso un arreglo completo del Concierto para violín de Beethoven, del que sólo se conservan los 259 primeros compases.

### Catálogo (selección)
- Música escénica 
  - Nerón y Acté, Óp, est, 1902, Liceo
  - Giovanna di Napoli, Óp, est, 22-I-1903, Liceo (UE)
  - Triana, Ball, 1952
- Orquesta y solista:
  - Suite, op. 1, vn, p, Orq (UE);
  - Variaciones sobre un tema de Tartini, op. 2, vn, Orq (UE);
  - Juventus. Concerto grosso, op.5, 2vn, Orq (UE);
  - Concierto español, op. 7, vn, Orq (UE);
  - Canción y estudio, op. 8, vn, Orq (UE);
  - Concerto, op. 13, p, Orq (UE)
  - Capricho en La menor, op. 14, vn, Orq (UE)
- Orquesta:
  - Capricho en Re menor, op. 15 (UE)
  - Nova Catalònica, op. 17, Sinf (UE)
  - Camino del sol, op. 12 (UE)
- Coro
  - Coros, op. 11
  - Coros, op. 12
- Voz y piano:
  - Cinco canciones para canto y piano, op. 4 (UE)
  - Cuatro canciones, op. 10 (UE)
- Conjunto instrumental:
  - Petite suite espagnole, op. 3, vn, p (UE)
  - Canciones, op. 10, vn, p (UE)
  - Cuarteto n.º 1, op. 16, cu (UE)
  - Quinteto, op. 18, cu, p (UE)
  - Balada, op. 20, vn, p (UE)
- Obras solistas:
  - Cuadros, Sui, p (UE)
  - Fantasía-Sonata, op. 22, gui (UE)

## Obra literaria
Joan Manén escribió una autobiografía titulada Mis experiencias (3 vol., Editorial Juventud, Barcelona, 1944-1957), los libretos de sus óperas y un tratado de violín titulado El violín (Editorial Labor, Barcelona, 1958). Otras obras literarias del compositor son: Variaciones sin tema, Relatos de un violinista, Diccionario de celebridades musicales. Este último fue realizado en colaboración con su secretario Artur Menéndez Aleyxandre. 
Fue director de la revista Música. Colaboró, además, con artículos en la Revista Musical Catalana, un boletín periódico que la Institución Catalana de Música creó con el objetivo de dar informaciones musicales de interés para captar el ambiente musical de la época modernista, publicado a partir de 1904. También colaboró en otras publicaciones, de manera destacada en La Vanguardia, con su columna Variaciones sin tema.

## El Auditorium Manén
El compositor ideó el ambicioso proyecto de crear un auditorio en la capital que complementase los dos otros grandes templos musicales de la ciudad: el Gran Teatro del Liceo y el Palacio de la Música Catalana. En 1954 se puso la primera piedra del Auditorium de Manén en el barro del Putxet; pero las subvenciones esperadas no llegaban con la solvencia necesaria y los ingresos familiares, que provenían principalmente de negocios y propiedades en Cuba, sufrieron un descalabro consecuencia de la revolución castrista: el músico, enfrentado a problemas económicos, decidió cederlo al Ayuntamiento durante dos años para que finalizaran la construcción del edificio. Tras un largo período de inmovilismo por parte de las autoridades del momento, Joan Manén decidió finalmente vender el terreno con el Auditorio a medio construir a Pedro Balañà. El año 2000 el esqueleto del auditorio fue derruido y, actualmente, se encuentra el Multicines Balmes.

## El fondo Joan Manén
Tras la muerte del músico, sus herederos donaron parte de su legado al Museo de la Música de Barcelona, conservado en el archivo de la institución como Fons Joan Manén. Comprende una partituroteca con manuscritos autografiados de obras del músico, así como algunas partituras impresas como Juventus, Miniatures o el Concierto para oboe. Además, la colección de instrumentos del Museo conserva el violín donado por el mismo Joan Manén en 1964, con el cual había inaugurado su carrera internacional de concertista en 1904, un Étienne Maire Clarà construido a finales del siglo XIX. 
La Biblioteca Nacional de Cataluña conserva también un importante fondo de documentación personal, patrimonial y familiar del músico así como diversas partituras impresas y manuscritas. 
Un importante fondo de partituras sinfónicas, que complementa el fondo del Museo de la Música de Barcelona, se encuentra en el archivo de la Asociación Joan Manén.

## Reconocimientos
Manén fue miembro de la Real Academia de Bellas Artes de San Fernando y de la Real Academia de Música de Estocolmo. Recibió numerosas distinciones, entre ellas la de Caballero de la Real Orden de Carlos III, la Medalla de oro de la Ciudad de Barcelona al mérito artístico y la de Comendador de número de la Orden Civil de Alfonso XII. 
El ayuntamiento de Barcelona le dedicó una calle, en el distrito de Horta-Guinardó, sustituyendo el anterior nombre, "c/ del Maestro Joan Manén", por el actual, "c/ de Joan Manén" en 1981. 
En febrero de 2011 se presentó en el Ateneo Barcelonés la asociación Joan Manén, fundada por músicos y promotores, con motivo del cuadragésimo aniversario de la muerte del músico, con el objetivo de divulgar conciertos, grabaciones, webs, conferencias, etc. a nivel internacional para conservar su importante legado musical, sólido y extenso, además de llevar a cabo y promover su investigación. 
En 2013, Actio Visual, con la colaboración de la Associació Joan Manén, produce el documental Joan Manén, el geni oblidar, estrenado en el Ateneu de Barcelona. En él se analiza la figura desde su infancia, fundamentada en sus memorias, las entrevistas que concedió y sus artículos publicados, acompañados de fragmentos de su obra.

## Discografía
- 2012: "Obres per a violí i piano 1". Kalina Macuta, violí; Daniel Blanch, piano. Joan Manén Collection Vol. 1.
- 2013: "Sardanes per a cobla". Cobla de cambra de Barcelona, direcció Jordi Molina.
- 2014 "Concert da càmera per a violí i orquestra nº2 i Concert per a oboè i orquestra". Orquestra Terrassa 48, dirección Xavier Puig. Joan Manén Collection Vol. 2.
- 2015 "Obra Coral" Lieder Càmera, dirección Xavier Pastrana. Joan Manén Collection Vol. 3.
- 2016 "Obres per a violí i piano 2". Kalina Macuta, violí; Daniel Blanch, piano. Joan Manén Collection, editat per La mà de Guido, LMG2138.